# Arverne (Queens)

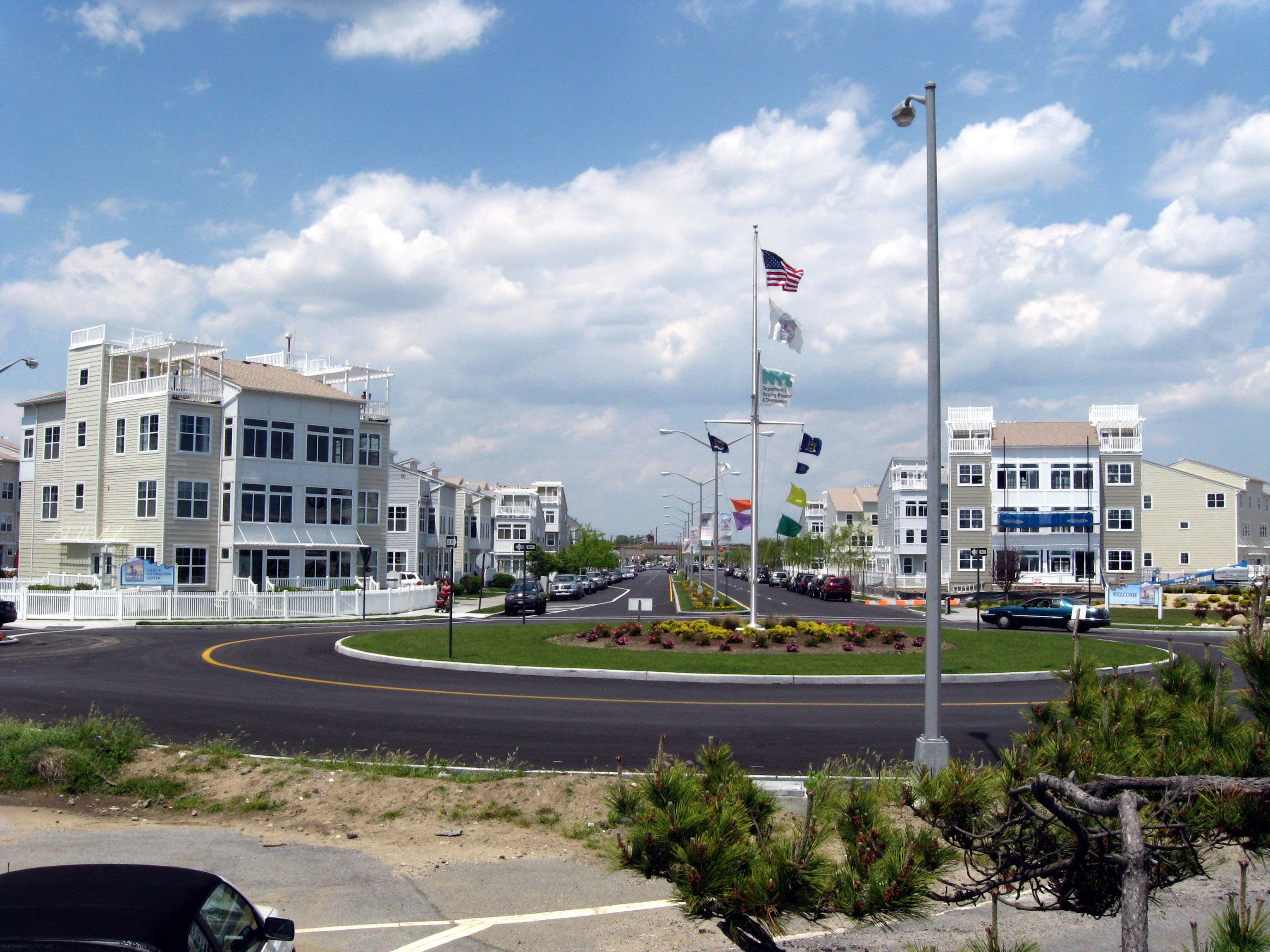
Das neue Viertel „Averne by the Sea“

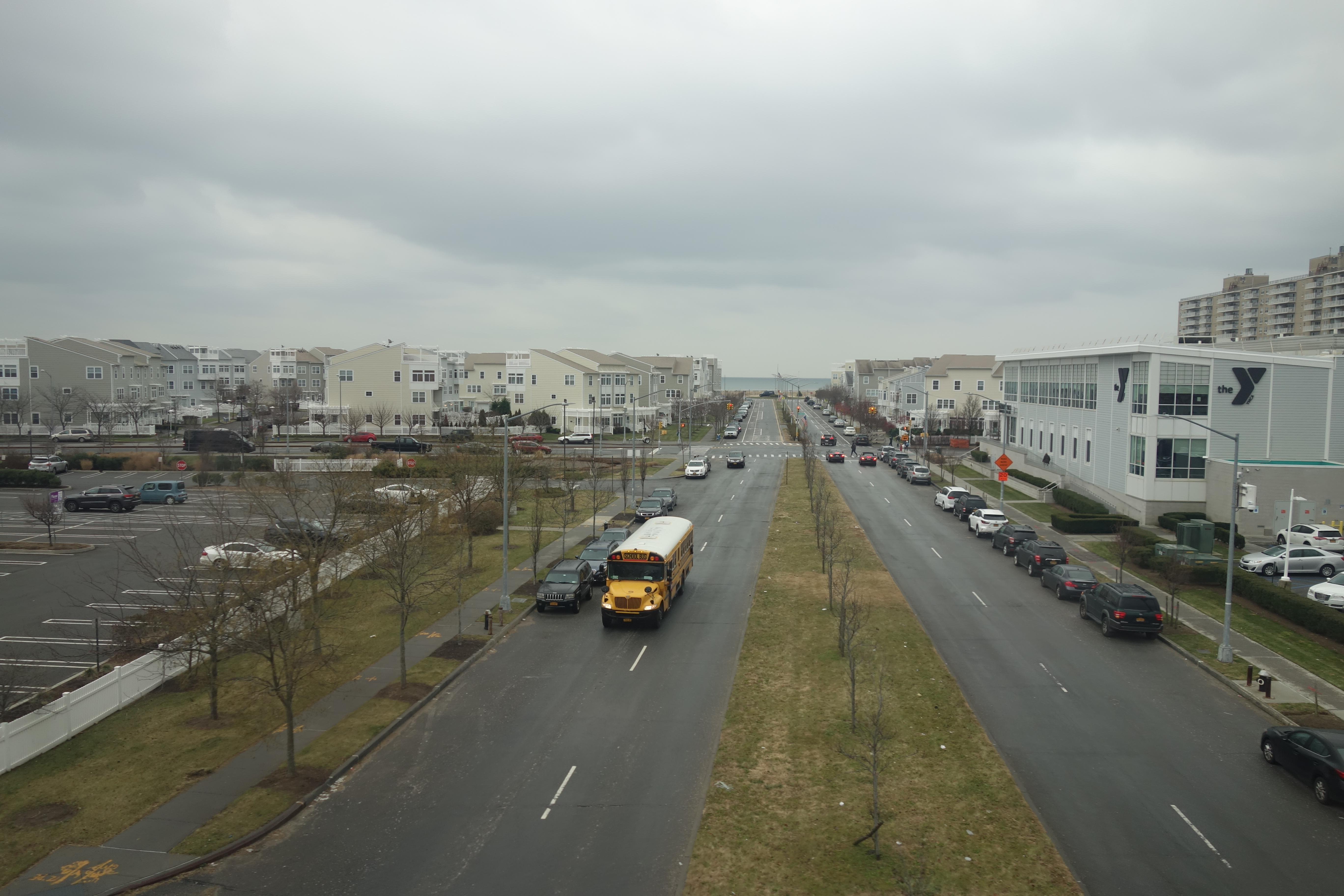
Blick entlang der Beach 73rd Street zu Arverne by the Sea und dem Atlantik

Arverne ist ein Stadtviertel (Neighborhood) im Stadtbezirk Queens auf der Rockaway Peninsula in New York City, Vereinigte Staaten. Es wurde ursprünglich vom Rechtsanwalt und Immobilienentwickler Remington Vernam entwickelt, dessen Unterschrift „R. Vernam“ den Namen des Viertels inspirierte. Seine Ehefrau hat die Gegend Averne genannt, da er stets mit R. Vernam signierte.
Averne hatte im Jahr 2020 laut US-Census 21.679 Einwohner. Der Stadtteil nimmt eine Fläche von etwa 2,28 km² ein, ist Teil des Queens Community District 14, hat die Postleitzahl 11692 und gehört zum 100. Bezirk des New Yorker Polizeidepartements. Kommunalpolitisch wird Far Rockaway durch den 31. Bezirk des New York City Council (Queens County) vertreten.

## Lage
Averne liegt im Süden von Queens auf der Halbinsel Rockaway direkt am Atlantischen Ozean. Es erstreckt sich dort zwischen der Beach 54th Street und Beach 77th/79th Street. Benachbarte Stadtteile sind Edgemere und Far Rockaway im Osten und Rockaway Beach im Westen. Im Norden grenzt es an die Jamaica Bay und jenseits der Bucht liegt der Flughafen John F. Kennedy International Airport.

## Beschreibung

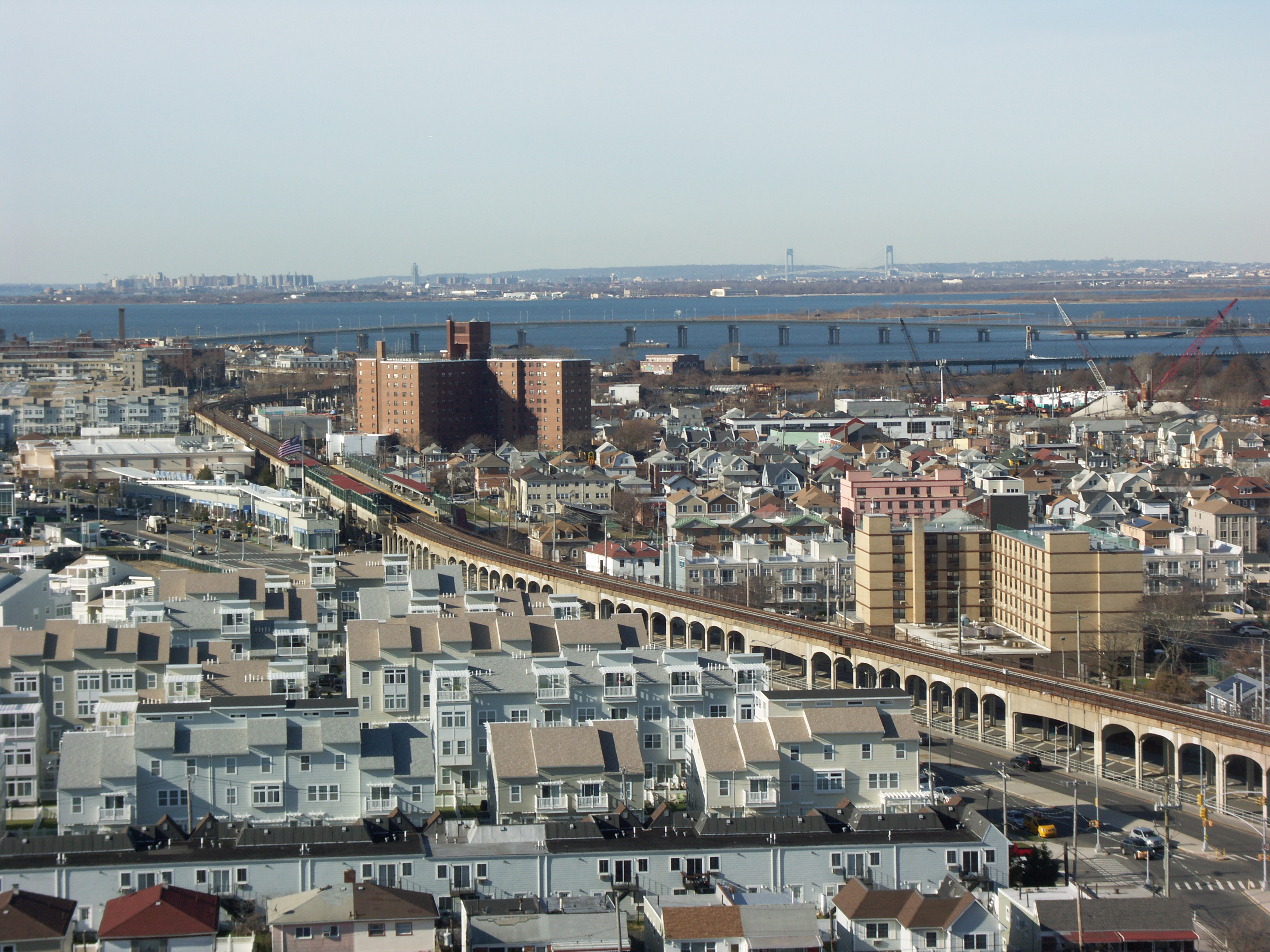
Blick über Arverne Richtung Westen

Einst von dem Indigenen Volk der Lenape bewohnt, entwickelte sich die Region in den späten 1800er Jahren in ein beliebtes Feriengebiet für die New Yorker und es ließen sich wohlhabende Familien nieder. Im 20. Jahrhundert wandelte sich das Viertel zu einer Gemeinde mit vor allem afroamerikanischen und jüdischen Bewohnern. Arverne erlebte in den 1970er und 1980er Jahren aufgrund des Verlusts von Arbeitsplätzen und anderen wirtschaftlichen Faktoren einen Niedergang. Ab den 2000er Jahren fand durch neue Wohnungen und Investitionen wie das neue „Arverne-by-the-Sea“-Viertel eine Wiederbelebung des Stadtteils statt. Infolge des schönen Strandes und guter Verkehrsanbindung nach Manhattan über öffentliche Verkehrsmittel wurde er zu einem beliebten Ziel für Familien und junge Berufstätige.
Heute ist Arverne für seine schönen Strände, der Seepromenade Rockaway Beach and Boardwalk, Parks und Outdoor-Aktivitäten bekannt.

## Demografie
Laut Volkszählung von 2020 hatte Arverne in den genannten Grenzen 21.679 Einwohner bei einer Einwohnerdichte von 9508 Einwohnern pro km². Im Stadtteil lebten 11.656 (53,8 %) Afroamerikaner, 5084 (23,5 %) Hispanics, 2370 (10,9 %) Weiße, 1052 (4,9 %) Asiaten, 481 (2,2 %) aus anderen Ethnien und 1036 (4,8 %) aus zwei oder mehr Ethnien.

## Verkehr
Arverne hat mit der Linie  der IND Rockaway Line einen Anschluss an die New York City Subway. Die Linie bedient im Viertel die zwei Stationen Beach 67th und Beach 60th Street. Die New York City Transit Authority betreibt in Arverne die vier Buslinien Q22, Q52-SBS, QM15, QM17. Unweit westlich führt vom Stadtteil Rockaway Beach der Cross Bay Boulevard über die  Cross Bay Veterans Memorial Bridge nach Howard Beach und zum JFK Airport. Auf dem Wasserweg unterhält die NYC Ferry mit der Rockaway-Route eine Fährverbindung zwischen Lower Manhattan (Pier 11) und der Halbinsel Rockaway mit einem Anleger ebenfalls in Rockaway Beach.